# Култура линеарне керамике
Култура линеарне керамике (енгл. Corded Ware Culture) или култура врпчасте керамике, такође позната и као култура бојних секира (због карактеристичних камених секира из тог периода) постојала је у Европи у периоду између 2900–2350 п. н. е. и представља распрострањени археолошки слој који премошћује Енеолит (камено доба) и рано бронзано доба, док свој највећи процват доживљава у међупериоду — у жељезно доба.

## Опис и распрострањење
Култура тракасто-линеарне културе је главна праисторијска култура северне и средње Европе, протежући се од Холандије и Швајцарске на западу, преко Скандинавије на северу и кроз средњу Европу до горњег тока Волге и средњег тока Дњепар на истоку. Културу одликује својствени начин сахрањивања, инхумације унутар гробне хумке (тумула) са положеним предметима (најћешће ратним секирама). Култура линеарне керамике се карактерно преклапа са ранијим европским културама (Funnelbeaker culture—TRB).

### Стручна терминологија
Пошто археолошка терминологија на балканском простору није усклађена, постоји веома разнолик начин изражавања код разних аутора. у стручним издањима налазимо различите термине за ову па и друге историјске периоде. Култура бојних секира позната је код нас и под именима "култура линеарно-тракасте керамике", "линеарно-керамичка култура" (из: линеарна керамика), затим "култура врпчасте керамике" или код неких аутора "тракастокерамичка култура". Део тих разлика произлази из различитости јужнословенских језика (српски, хрватски, босански, македонски итд.) а делом је дериват различитих превода из страних језика. Но култура бојних секира увек се користи у контексту везаном за дати тип керамике.
Због карактеристичног начина сахрањивања постоји и алтернативни назив Једногробна култура (Single Grave culture).